# Гилберт Фиц-Херевард де Сегрейв
Гилберт Фиц-Херевард де Сегрев (англ. Gilbert FitzHereward de Seagrave (Segrave); умер до ноября 1201) — английский землевладелец в Линкольншире и Уорикшире, родоначальник рода Сегрейвов. Во время правления Ричарда I Львиное Сердце Гилберт был помощником шерифа Уорикшира и Лестершира.

## Биография
О происхождении Гилберта неизвестно. Его отца звали Херевардом. Сам Гилберт был землевладельцем в Лестершире, владея там поместьем  Сегрейв, которое и дало название роду. В 1166 году он, согласно «Красной книге казначейства» также владел в качестве вассала Уильяма де Бомона, 3-го графа Уорика поместьем Брейлс в Уорикшире размером в 1/4 рыцарского фьефа.
Во время правления Ричарда I Львиное Сердце Гилберт был помощником шерифа Уорикшира и Лестершира, а также в 1195 году был выездным судьёй в Линкольншире и Лестершире.
Гилберт засвидетельствовал одну хартию, датированную правлением Генриха II Плантагенета.

## Брак и дети
Имя жены Гильберта неизвестно. Дети:
- Стефан де Сегрейв (до 1182 — 9 ноября 1241), юстициарий Англии в 1232—1234[3][4].